# Rhododendron atlanticum
Rhododendron atlanticum is een plant uit de heidefamilie (Ericaceae). De soort komt van nature voor langs de oostkust van de Verenigde Staten, van New Jersey in het noorden tot Georgia in het zuiden.
Het is een bladverliezende struik van 0,5-1,5 m hoog. De plant kan een dichte struiklaag vormen in bossen door vegetatieve verspreiding. De stengel is niet sterk vertakt.
De bladeren zijn 3-5 × 1-2 cm groot. Ze zijn onbehaard of bedekt met verspreid staande klierharen en hebben een blauwgroene kleur.
De zoet geurende bloemen zijn 3-4 cm lang en hebben meestal een witte kleur, soms met een spoor van geel of roze, vooral aan de buitenzijde. Ze groeien in clusters van vier tot tien stuks, juist voor of wanneer de bladeren verschijnen.
In haar natuurlijke verspreidingsgebied groeit ze bij voorkeur op zandige plaatsen,

## Taxonomie
De soort is waarschijnlijk nauw verwant aan Rhododendron viscosum en Rhododendron arborescens. De plant werd door John Clayton in 1743 naar het British Museum in Engeland gezonden, maar werd door Carl Linnaeus over het hoofd gezien. Het duurde tot 1914 voordat de plant "herontdekt" werd.

## Cultuur en gebruik
In haar natuurlijke verspreidingsgebied wordt de soort niet veel gekweekt, maar ze is wel geïntroduceerd in Europa en wordt vooral in Engeland wel aangeplant. In de Verenigde Staten wordt het als een goede plant voor zware grond beschouwd, maar vindt men minder geschikt voor licht zandgrond omdat ze zichzelf op lichte zandgrond te snel verspreid.